# Guðmundur Ingi Guðbrandsson

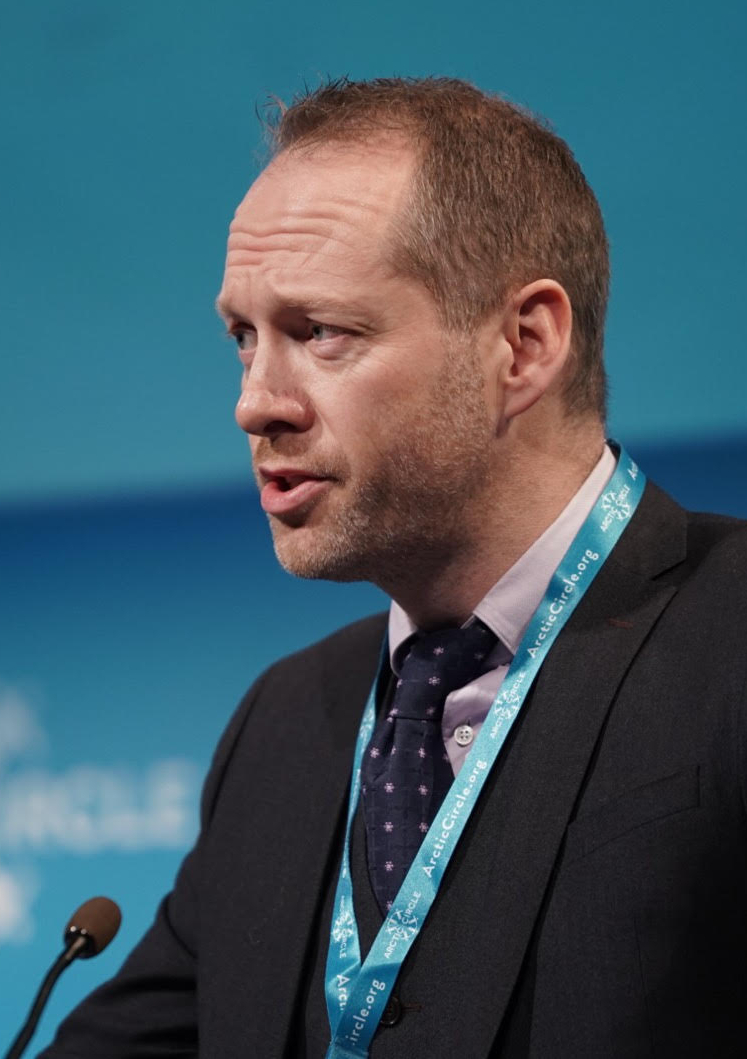
Guðmundur Ingi Guðbrandsson (Aufnahme 2018)

Guðmundur Ingi Guðbrandsson (* 28. März 1977 auf dem Hof Brúarland im Bezirk Mýrar, heute in der Gemeinde Borgarbyggð) ist ein isländischer Umweltmanager und Politiker. Er ist seit 2019 stellvertretender Vorsitzender der Links-Grünen Bewegung. Nach dem Rücktritt von Katrín Jakobsdóttir hat er zwischen April und Oktober 2024 kommissarisch den Parteivorsitz übernommen. Vom 28. November 2021 bis zum 17. Oktober 2024 war er Minister für Soziales und den Arbeitsmarkt. Zuvor war er seit dem 30. November 2017 Minister für Umwelt und natürliche Ressourcen.

## Leben
Guðmundur Ingi Guðbrandsson hat einen B.Sc. in Biologie der Universität Island und erwarb einen Master-Abschluss in Umweltmanagement an der Yale University. Von 2011 bis 2017 war er Geschäftsführer der isländischen Naturschutzorganisation Landvernd. Er war Gastdozent an der Universität Island, an der Isländischen Landwirtschaftlichen Hochschule und am Universitären Zentrum der Westfjorde. Daneben war er während einiger Jahre jeweils im Sommer als Park-Ranger tätig. Er war Mitgründer der isländischen Umweltwissenschaftler-Vereinigung und von 2007 bis 2010 deren Präsident.
In der Koalition aus Links-Grüner Bewegung, Unabhängigkeitspartei und Fortschrittspartei, die nach der vorgezogenen Parlamentswahl 2017 gebildet wurde, wurde Guðmundur Ingi Guðbrandsson zum Minister für Umwelt und natürliche Ressourcen ernannt, damals ohne dabei dem isländischen Parlament Althing anzugehören. Im Oktober 2019 wurde er stellvertretender Vorsitzender der Links-Grünen Bewegung. Bei der Parlamentswahl vom 25. September 2021 wurde er auch ins Althing gewählt. Im Kabinett Katrín Jakobsdóttir II, das am 28. November 2021 als Fortführung der bestehenden Koalition gebildet wurde, wurden die Ministerien teilweise restrukturiert und umbenannt und die Ministerposten neu vergeben. Guðmundur Ingi Guðbrandsson war seither Minister für Soziales und den Arbeitsmarkt.
Im April 2024 trat Katrín Jakobsdóttir als isländische Premierministerin und als Parteivorsitzende zurück, um als Kandidatin bei der Präsidentschaftswahl in Island 2024 anzutreten. Guðmundur Ingi Guðbrandsson übernahm den Parteivorsitz kommissarisch bis zu einer anstehenden Neuwahl durch die Parteimitglieder.
Anfang Oktober 2024 wurde Svandís Svavarsdóttir zur Parteivorsitzenden gewählt, zugleich kehrte Guðmundur Ingi Guðbrandsson in die Position des stellvertretenden Vorsitzenden zurück.
Nach der vorzeitigen Auflösung der Koalition im Oktober 2024 erklärten die Vertreter der Links-Grünen Bewegung, nicht als Minister in der zu bildenden Übergangsregierung mitwirken zu wollen, die die Geschäfte bis zur Bildung einer neuen Regierung nach der vorgezogenen Wahl vom 30. November 2024 führen wird. Auch Guðmundur Ingi Guðbrandsson hat seinen Ministerposten somit aufgegeben. Diesen hat Bjarni Benediktsson in der Übergangsregierung zusätzlich zum Amt des Premierministers übernommen. Wirksam wurde dies durch einen Erlass der Staatspräsidentin Halla Tómasdóttir vom 17. Oktober 2024.